# Axinella symbiotica
Axinella symbiotica är en svampdjursart som beskrevs av Thomas Whitelegge 1907. Axinella symbiotica ingår i släktet Axinella och familjen Axinellidae.
Artens utbredningsområde är havet kring Australien. Inga underarter finns listade i Catalogue of Life.